# Tündér Ilona vára
Tündér Ilona vára műemlék Romániában, Kovászna megyében. A romániai műemlékek jegyzékében a CV-I-s-A-13058 sorszámon szerepel.